# Hanns-Joachim Unger
Hanns-Joachim Unger (* 7. November 1898; † 5. Dezember 1979) war als deutscher Verbandsfunktionär ein Repräsentant von Angehörigen des Widerstands gegen den Nationalsozialismus.

## Werdegang
Vor 1933 war Unger Mitglied der Deutschen Volkspartei. In der Sowjetischen Besatzungszone (SBZ) war Unger, ein Mitglied der Vereinigung der Verfolgten des Naziregimes (VVN), von 1945 bis 1948 Sonderbeauftragter für die pharmazeutische Industrie im Innenministerium und von 1948 bis 1949 Ministerialrat im Ministerium für Wirtschaft und Verkehr von Sachsen-Anhalt. Nach seiner Flucht aus der Sowjetischen Besatzungszone und der DDR trat er in der Bundesrepublik dem Bund der Verfolgten des Naziregimes (BVN) bei. Von 1952 bis 1954 amtierte er als Generalsekretär der Europa-Union Deutschland, dann ab 1954 als Vorsitzender des Zentralverbandes demokratischer Widerstandskämpfer und Verfolgtenorganisationen (ZDWV), der aus dem BVN hervorgegangen war, und war von 1953 bis 1972 Mitglied der Arbeitsgemeinschaft Demokratischer Kreise. 1960 wurde er zum  Präsident der Fédération Internationale Libre des Deportés et Internés de la Résistance (FILDIR) gewählt, diesen Posten hatte er bis 1965 inne. Im Oktober 1969 erhielt Unger das Große Bundesverdienstkreuz.
Am 27. Juli 1961 äußerte Hans-Joachim Unger im Bundespresseamt, der Unterschied zwischen Kommunismus und Nationalsozialismus liege bildhaft lediglich im Wechsel der Embleme auf derselben Fahne.

„Ich sage, die tragende Idee unseres Lebens, sie ist und bleibt der Dienst an der Freiheit, an der Freiheit nicht als einen verschwommenen Begriff, sondern einer an die Selbstdisziplin gebundene Freiheit, die sich zur Aufgabe macht, die Freiheit für sich zu fordern, die man dem Mitmenschen bereit ist zu geben. Diese Freiheit ist aber heute im selben Maße gefährdet wie in den Tagen des 20. Juli 1944. So wie damals der Nationalsozialismus.“

Von 1972 bis 1978 war er Mitglied der CDU.